# Ruuttilammi (Nedertorneå socken, Norrbotten, 732680-186645)
Ruuttilammi är en sjö i Haparanda kommun i Norrbotten och ingår i Keräsjoki-Sangisälvens kustområde.